# Frédéric Mendy
Frédéric Mendy (ur. 6 listopada 1981 w Dakarze) – senegalski piłkarz grający na pozycji ofensywnego pomocnika.

## Kariera klubowa
Mendy urodził się w Dakarze, jednak piłkarską karierę rozpoczął już po przybyciu do Francji. Jego pierwszym klubem w karierze został AS Saint-Étienne. W 1998 roku zaczął występować w rezerwowej drużynie w rozgrywkach czwartej lidze. Do pierwszego zespołu awansował w 2001 roku i wtedy też zadebiutował w Ligue 2. Już w pierwszym sezonie stał się podstawowym zawodnikiem ASSE, a w sezonie 2003/2004 wywalczył z nim awans do Ligue 1. Swój pierwszy mecz we francuskiej ekstraklasie rozegrał 7 sierpnia 2004, a Saint-Étienne przegrało w nim z AS Monaco 0:1. W 2005 roku zajął z „Zielonymi” 6. miejsce w Ligue 1. W sezonie 2005/2006 usiadł na ławce rezerwowych i rozegrał mniej niż połowę meczów ligowych.
Latem 2006 Mendy przeszedł do drugoligowej Bastii. W korsykańskim klubie stał się czołowym zawodnikiem i z 5 golami stał się jego najlepszym strzelcem w sezonie 2006/2007, jednak nie zdołał awansować do Ligue 1. Latem 2007 otrzymał ofertę z Arsenalu, jednak na sezon 2007/2008 pozostał w Bastii. Latem 2009 przeszedł natomiast do beniaminka greckiej Super League Ellada – AO Kavala. Po roku powrócił do Francji i został graczem Stade Lavallois. Karierę kończył w 2013 w JA Drancy.
| Sezon   | Klub             | Kraj    | Rozgrywki           | Mecze | Bramki |
| ------- | ---------------- | ------- | ------------------- | ----- | ------ |
| 1998/99 | Saint-Étienne B  | Francja | CFA                 | 12    | 4      |
| 1999/00 | Saint-Étienne B  | Francja | CFA                 | 22    | 6      |
| 2000/01 | Saint-Étienne B  | Francja | CFA                 | 15    | 0      |
| 2001/02 | Saint-Étienne B  | Francja | CFA                 | 3     | 2      |
| 2001/02 | AS Saint-Étienne | Francja | Ligue 2             | 32    | 4      |
| 2002/03 | AS Saint-Étienne | Francja | Ligue 2             | 19    | 0      |
| 2003/04 | AS Saint-Étienne | Francja | Ligue 2             | 33    | 4      |
| 2004/05 | AS Saint-Étienne | Francja | Ligue 1             | 25    | 2      |
| 2005/06 | AS Saint-Étienne | Francja | Ligue 1             | 16    | 1      |
| 2006/07 | SC Bastia        | Francja | Ligue 2             | 38    | 5      |
| 2007/08 | SC Bastia        | Francja | Ligue 2             | 23    | 2      |
| 2008/09 | SC Bastia        | Francja | Ligue 2             | 29    | 2      |
| 2009/10 | Kavala           | Grecja  | Super League Ellada | 19    | 0      |
| 2010/11 | Lavallois        | Francja | Ligue 2             | 27    | 0      |
| 2011/12 | JA Drancy        | Francja | CFA                 | 16    | 2      |
| 2012/13 | JA Drancy        | Francja | CFA                 | 27    | 1      |

## Kariera reprezentacyjna
W reprezentacji Senegalu Mendy zadebiutował w 2003 roku. W 2004 roku zaliczył swój pierwszy turniej o Puchar Narodów Afryki, na którym dotarł z Senegalem do ćwierćfinału. W 2006 roku w Pucharze Narodów Afryki zajął 4. miejsce. W 2008 roku został powołany przez Henryka Kasperczaka na kolejny PNA.